# Stefan Gembicki (kasztelan płocki)
Stefan Gembicki herbu Nałęcz (ur. w 1634 roku – zm. w 1695 roku) – kasztelan płocki w latach 1676-1695, kasztelan rogoziński w latach 1669-1676, chorąży płocki do 1669 roku, marszałek na sejmiku średzkim, marszałek Trybunału Głównego Koronnego.
Rodzina Gembickich pochodziła z Gembic. Syn Pawła, kasztelana łęczyckiego, międzyrzeckiego i santockiego i Barbary Rozdrażewskiej, córki Hieronima, kasztelana międzyrzeckiego.
Wnuk Stefana Gembickiego, wojewody łęczyckiego.
Był elektorem Michała Korybuta Wiśniowieckiego z województwa łęczyckiego w 1669 roku. W 1672 roku był deputatem województwa poznańskiego na Trybunał Główny Koronny. Był członkiem konfederacji generalnej zawiązanej 15 stycznia 1674 roku na sejmie konwokacyjnym.